# Минеота (Минесота)
Минеота (енгл. Minneota) град је у америчкој савезној држави Минесота.

## Демографија
По попису из 2010. године број становника је 1.392, што је 57 (-3,9%) становника мање него 2000. године.
| Група             | 2000.         | 2010.         |
| Белци             | 1.386 (95,7%) | 1.286 (92,4%) |
| Афроамериканци    | 2 (0,1%)      | 3 (0,2%)      |
| Азијати           | 2 (0,1%)      | 4 (0,3%)      |
| Хиспаноамериканци | 51 (3,5%)     | 93 (6,7%)     |
| Укупно            | 1.449         | 1.392         |